# Jordi Cedrè
Jordi Cedrè (en llatí Georgius Cedrenus, en grec Γεώργως ὁ Κεδρηνός) va ser un monjo grec del qual es desconeix la seva vida, encara que era del segle xi.
Va ser l'autor, o més aviat el compilador d'una obra històrica anomenada Σύνοψις ἱστορίων (Sinopsi d'Històries), una història del món que s'inicia amb la Creació i arriba fins a l'any 1057. És una obra extensa que s'ha de mirar amb precaució, ja que recull moltes llegendes absurdes i mostra de vegades un notable desconeixement de la història, fa judicis inoportuns i es mostra crèdul en moltes coses.
La darrera part de l'obra, que es refereix a episodis que Cedrè va conèixer, és més interessant. Probablement va plagiar una part de l'obra històrica de Joan Escilitzes, contemporani de Cedrè. El títol llatí de la Σύνοψις és, Compendium Historiarum ab Orbe Condita ad Isaacum Comnenum.